# Bogislaw Philipp von Chemnitz
Bogislaw Philipp Chemnitz, ab 1648 von Chemnitz, (* 9. Mai 1605 in Stettin; † 19. Mai 1678 auf Hof Hallsta, Västmanland) war Staatsrechtler und Historiker. Er ist außerdem als streitbarer Reichspublizist bekannt.

## Leben
Sein Vater Martin Chemnitz war Jurist, Professor an der Universität Rostock und wirkte als herzoglich-pommerscher Geheimer Rat und Kanzler in Stettin. Sein Großvater war der Theologe Martin Chemnitz. Bogislaw Philipp wuchs in Rostock auf und studierte Geschichte und Recht an der Universität Rostock und an der Universität Jena, ohne Studienabschluss. In Jena war er Schüler von Dominicus Arumaeus. Sein Leben war von den Ereignissen des Dreißigjährigen Krieges geprägt.
1627 stand er im Kriegsdienst für die Niederlande und schloss sich 1630 dem Heer der Schweden unter Gustav Adolf nach dessen Landung in Pommern an. In diesem Heer erreichte er den Rang eines Capitäns (Hauptmanns). Ab 1637 stand er als Mitarbeiter der Heeresverwaltung in schwedischen Diensten und begann mit seinen staatsrechtlichen und geschichtlichen Publikationen. Darin erwies er sich als Gegner der Kaiser aus dem Haus Habsburg und als einer der wichtigsten Vertreter des schwedischen Großmachtgedankens. Eines seiner wichtigsten Werke ist eine mehrbändige Geschichte des Dreißigjährigen Krieges aus schwedischer Sicht.
Mit 3. Januar 1644 wurde er Reichs-Historiograph der Königin Christine von Schweden. 1646 heiratete er Margaretha Alborn, die Tochter eines brandenburgischen Amtmannes aus Tangermünde. Am 20. Januar 1648 wurde er in den schwedischen Adelsstand erhoben und 1675 zum Hofrat ernannt.
Bogislaw Philipp von Chemnitz starb 1678 auf seinem Landgut in Schweden. Seine Werke wurden bis ins 18. Jahrhundert nachgedruckt und in Übersetzungen herausgegeben.

## Hippolithus a Lapide

Dissertatio de ratione status in imperio nostro Romano-Germanico … – Titelblatt

Unter dem Pseudonym Hippolithus a Lapide veröffentlichte von Chemnitz in den Niederlanden ab 1640 in mindestens zwei Ausgaben eines der umstrittensten Bücher über die Verfassung des Heiligen Römischen Reiches deutscher Nation: Die Dissertatio de ratione status in imperio nostro Romano-Germanico …. Es handelte sich um eine Kampfschrift gegen den Kaiser, damals Ferdinand III. und das Haus Habsburg. Darin stellte er die Rolle des Kaisers in Frage und vertrat die Ansicht, dass die Souveränität des Reiches nicht beim Kaiser (und damit bei den Habsburgern) liege, sondern bei den Reichsständen.
Die Schrift trat zur Zeit der abschließenden Verhandlungen zum Westfälischen Frieden an die Öffentlichkeit. Sie wurde als massive Attacke auf die Spitze des Reiches in einer heiklen Verhandlungssituation verstanden: Kaiser Ferdinand III. hatte sich anfangs gegen die Beteiligung der Reichsstände an den Friedensverhandlungen gewehrt, wurde aber insbesondere durch Frankreich gezwungen, die ihre Beteiligung zuzulassen. Dadurch bedeutete das Auftreten des Reiches in Osnabrück, wo 1643–1648 neben Münster der Westfälische Friede ausgehandelt wurde, nicht nur die Verhandlungen zwischen dem Reich und Schweden, sondern gleichzeitig eine Neuverhandlung der Reichsverfassung.
Obwohl die Beteiligung der Reichsstände an den Verhandlungen mehrfach gefordert wurde (Admissionsfrage), hatte der Kaiser das Reich anfangs alleine vertreten. Ein seit 1642/43 in Frankfurt tagender Reichstag beriet die verfassungspolitischen Probleme des Reiches. Vor diesem Hintergrund warf der schwedische Gesandte Johan Adler Salvius den kaiserlichen Verhandlern schon 1643 vor, die Majestätsrechte zu usurpieren, und formulierte: „Ihre Sekurität besteht in der deutschen Stände Libertät.“
Die Allgemeine Deutsche Biographie charakterisiert Hippolithus a Lapide und dieses Werk mit den Worten „… gegen die habsburgische Dynastie, von deren völliger Verdrängung vom deutschen Boden allein er das Heil erwartet. Es ist eine Anklage gegen das Haus Oesterreich von großartiger Leidenschaft, eine Verurtheilung seiner ganzen traditionellen Politik, seiner Ziele, seines Strebens und Handelns seit Jahrhunderten. Mit dem Prager Frieden schien es, als ob Oesterreich eine Form gefunden habe, sich mit dem Reiche zu vertragen und die fremde Einmischung zurückzuweisen. Die Wirkungen dieses Friedens zu lähmen, den eingeschläferten Haß gegen Habsburg aufs neue zu entfachen, die kriegsatten Gemüther zur Fortsetzung des Kampfes bis zur völligen Demüthigung Oesterreichs und der anerkannten verfassungsmäßigen Ohnmacht des Kaiserthums anzustacheln, ist der Zweck des schneidigen Pamphlets, bei dem die schwedische Inspiration nicht zu verkennen ist.“
Chemnitz war nicht der Einzige, der die Souveränität des Kaisers anzweifelte. Schon vor ihm hatte Johannes Althusius solche Gedanken geäußert, auch sein Zeitgenosse Johannes Limnäus unterstützte in seinen Werken die Auffassung, dass die Souveränität beim Reichsvolk bzw. dessen Vertretern, den Reichsständen liege. Wohl aber gehörte Chemnitz zu den radikalsten Vertretern in den Debatten um die Reichsverfassung des 17. Jahrhunderts.
Seine Dissertatio wird als eine der bedeutendsten staatsrechtlichen Schriften in der sogenannten Reichspublizistik betrachtet und wurde wichtige Verhandlungsunterlage für die Gegner des Kaisers. Im kaiserlichen Einflussgebiet war es verboten und seine Verbrennung angeordnet.
Das Pseudonym ist abgeleitet vom Vornamen Philipp und von der Bedeutung des aus dem Slawischen stammenden Orts- und Familiennamens „Chemnitz“. Dieses Wort geht auf die slawische Bezeichnung Kamjenica (sorbisch für „Steinbach“; vgl. Kamenz) zurück (von kamjeń, „der Stein“). „Stein“ bedeutet auf lateinisch lapis; a lapide somit „vom Stein“.

## Werke
Werkverzeichnis bei Jaumann: Handbuch Gelehrtenkultur.
- Quaestio odiosa, sed notabilis, de remotione Austriacae Domus ab Imperiali dignitate.
- Dissertatio de Ratione Status in imperio nostro Romano-Germanico. In qua tum, qualisnam revera in eo Status sit; tum quae Ratio Status observanda quidem, sed magno cum Patria Libertatis detrimento, neglecta hucusque fuerit; tum denique, quibusdam mediis antiquis Status restaurari ac firmari possit, dilucide explicatur. Erste Ausgabe ohne Ort, 1640. Zweite Ausgabe Freystadt = Amsterdam 1647. Verleger J. Jansson(ius). Digitalisat beim Münchener Digitalisierungszentrum.
- Königlich Schwedischer in Teutschland geführter Krieg. Vier Bände. Stettin 1648, Georg Rhetens Erben. Stockholm 1653 (neu hrsg. Stockholm 1855–59, 6 Bände).Digitalisat der Bayerischen Staatsbibliothek.
- Vindiciae secundum libertatem Germaniae intra pacificationem Pragensem. Das ist: Rettung der alten Teutschen Freyheit, gegen den schädtlichen und schändtlichen Prager Friedens Unfrieden.
- Allerhand curiose Raisonnements von der neunten Chur „Würde deß … Herrn Ernst“ Augusti Hertzoge zu Braunschweig und Lüneburg. Digitalisat der Bayerischen Staatsbibliothek.